# Parahindoloides lumuana
Parahindoloides lumuana är en insektsart som beskrevs av Victor Lallemand 1951. Parahindoloides lumuana ingår i släktet Parahindoloides och familjen Clastopteridae. Inga underarter finns listade i Catalogue of Life.